# Зимова битва в Карпатах
Зимо́ва би́тва в Карпа́тах — велика битва на Східному фронті Першої світової війни.
З кінця грудня 1914 року, головне командування російського Південно-західного фронту розпочало підготовку операції прориву через Карпати для вторгнення в Угорщину. Головне завдання при цьому покладалося на 8-му армію Брусилова, 4 корпуси якої, зосередившись на ділянці від Дукельського перевалу до Балигороду, повинні були наступати на Гуменне в Угорську рівнину.
Австро-Угорське командування також готувалося до наступу, намагаючись деблокувати обложену росіянами фортецю Перемишль. 22—24 січня 1915 (за новим стилем) австро-німецькі війська почали наступ у Карпатах, завдаючи два удари: один від Ужгорода на Самбір, інший від Мункачі (Мукачево) на Стрий.
Одночасно почався наступ 8-ї армії Брусилова, це призвело до ряду важких зустрічних боїв на гірських перевалах у зимову холоднечу. В перших числах лютого праве крило 8-ї армії захопило ділянку Карпат на лінії Конечна — Свидник — Меджилабірці — Балигород. На південний схід росіянам, навпаки, доводилося тримати оборону,— їм протистояло 13—15 австро-німецьких дивізій.
26 лютого верховне командування російських військ відправили на Південно-Західний фронт 22-й армійський корпус як підкріплення. Наприкінці лютого на крайній лівий фланг Південно-Західного фронту було перекинуто кілька корпусів, які утворили 9-ту армію Лечицького, всього у складі — 8,5 піхотних та 5 кавалерійських дивізій. Завданням цієї армії було відбити австрійський наступ на Дністрі.
Весь березень пройшов у безперервних боях на лівому фланзі російської 3-ї армії і на всьому фронті 8-ї армії. Тут, на найкоротшому напрямку з Угорщини до Перемишля, для його звільнення, наполегливо, по пояс у снігу, наступали австро-німці, зазнаючи щоденно великих втрат.
22 березня після 6-ти місячної блокади здалася австрійська фортеця Перемишль. Звільнилася 11-та армія та посилила російські війська в Карпатах.
Наприкінці березня 1915 російські війська знову перейшли в наступ, але спроба форсувати Карпати не вдалася. 2 (15) квітня головнокомандувач фронтом генерал від артилерії Іванов зупинив цей невдалий наступ. Точних даних про втрати російських військ в Карпатській битві немає, але загалом вони перевищили 200 тис. бійців.